# Tamāra Dauniene
Tamāra Kaļagina, coniugata Dauniene (Joškar-Ola, 22 settembre 1951), è un'ex cestista sovietica.

## Carriera
Con l'Unione Sovietica ha disputato i Giochi olimpici di Montréal 1976, i Campionati mondiali del 1971 e due edizioni dei Campionati europei (1974, 1976).